# Warren Zevon
Warren William Zevon (/ˈziːvɒn/; 24 de gener de 1947 – 7 de setembre de 2003) fou un cantant, cantautor i músic de rock estatunidenc.
Entre les composicions més famoses de Zevon es troben "Werewolves of London", "Lawyers, Guns and Money", i "Roland the Headless Thompson Gunner". Totes tres apareixen al seu tercer àlbum, Excitable Boy (1978); la cançó del títol també és coneguda. També va compondre èxits que van gravar altres artistes, com "Poor Poor Pitiful Me", "Accidentally Like a Martyr", "Mohammed's Radio", "Carmelita", i "Hasten Down the Wind".
Zevon va tenir aviat èxit a la indústria musical com a músic de sessió, compositor de jingles i cançons, músic en gires, coordinador musical o líder de grup. Malgrat això, a Zevon li va costar triomfar en la seva carrera en solitari fins que la seva música fou interpretada per Linda Ronstadt, a partir del seu àlbum de 1976 Hasten Down the Wind. Gràcies a això, va començar a ser considerat un músic de culte durant 25 anys, amb Zevon tornant de tant en tant a les llistes d'àlbums i senzills fins que va morir de mesotelioma el 2003. Per poc temps, va trobar un nou públic ajuntant-se amb membres de R.E.M. en el projecte de blues rock Hindu Love Gods que va publicar un àlbum el 1990, però no van fer gira. El 2023, Zevon fou nominat al Rock and Roll Hall of Fame.
Fou conegut pel seu enginy mordaç i les lletres àcides, i va fer força aparicions als programes nocturns de David Letterman.